# Sacavém e Prior Velho
Sacavém e Prior Velho (llamada oficialmente União das Freguesias de Sacavém e Prior Velho) es una freguesia portuguesa del municipio de Loures, distrito de Lisboa.

## Historia
Fue creada el 28 de enero de 2013 en aplicación de una resolución de la Asamblea de la República de Portugal promulgada el 16 de enero de 2013 con la unión de las freguesias de Prior Velho y Sacavém, pasando su sede a estar situada en la antigua freguesia de Sacavém.

## Demografía
| Gráfica de evolución demográfica de Sacavém e Prior Velho entre 2011 y 2021 |
|                                                                             |
| Datos según el nomenclátor publicado por el INE portugués.                  |